# Лібія чорношия
Лібія чорношия (Lybius torquatus) — вид дятлоподібних птахів родини лібійних (Lybiidae).

## Поширення
Вид поширений в Південній та Східній Африці. Ареал простягається від східної Кенії та південної Уганди через східну Руанду та Бурунді до центральної Танзанії, заходу Анголи та через Мозамбік, Замбію, Малаві та Свазіленду до ПАР. Населяє світлі акацієві ліси. Трапляється також в прибережних лісах, лісистих саванах, садах, фермах та плантаціях. Він уникає густих лісів, пустельних ділянок та дуже сухих лісів

## Опис
Дрібний птах, завдовжки 18 см, вагою 35–50 г. Це пухкий птах, з короткою шиєю, великою головою і коротким хвостом. Оперення чорне, лише крила з жовтими прожилками, а лицьова частина голови та горло червоні. Верх голови, потилиця та груди чорного кольору. Лице та горло яскраво червоні (у рідкісних випадках вони можуть бути яскраво жовтими). Верхня частина тіла коричнева, нижня — світло-сіра.

## Спосіб життя
Трапляється групами з 2-6 птахів. Живиться комахами і плодами. Сезон розмноження залежить від регіону. Гніздиться у дуплах дерев. Відкладає два-чотири яйця. Інкубація триває 18-19 днів. Через 28 днів після вилуплення пташенята починають виходити з дупла, а через 33–35 днів повністю оперяються. Вони залишаються з батьками близько 5 місяців.

## Підвиди
Таксон містить 7 підвидів:
- L. t. zombae (Shelley, 1893) — від Південної Танзанії до Південного Малаві та Центрального Мозамбіку;
- L. t. pumilio Grote, 1927 — схід ДР Конго до Західної Танзанії, Північного Малаві, Східної Замбії та Північно-Західного Мозамбіку;
- L. t. irroratus (Cabanis, 1878) — Східна Кенія до Центральної Танзанії;
- L. t. congicus (Reichenow, 1898) — південь ДР Конго та північ Ангола до північної Замбії;
- L. t. vivacens Clancey, 1977 — схід Зімбабве до Південного Малаві та Південного Мозамбіку;
- L. t. bocagei (Sousa, 1886) — Південна Ангола, Північна Намібія, південний захід Замбії, захід Зімбабве та північний захід Ботсвани;
- L. t. torquatus (Dumont, 1805) — Південно-Східна Ботсвана та ПАР.